# 圓派
圓派（えんぱ）是 平安時代中期至鎌倉時代的佛師之一派。派祖是定朝的弟子長勢，形成三條佛所，以京都為中心活躍。和慶派・院派相同，在京都設立佛所，從事造佛。明圓以降，主流移到奈良、鎌倉後衰微。

## 名稱由來
名中有「圓」字之佛師輩出而得名。

## 主要佛師
- 圓勢
- 長圓
- 賢圓

## 關連項目
- 慶派
- 院派
- 善派